# Mi, húszévesek (film)
A Mi, húszévesek – Iljics őrcsapata (oroszul: Мне двадцать лет – Застава Ильича) fekete-fehér orosz (szovjet) játékfilm. A Moszfilm produkciójában 1961–1962-ben készült film Marlen Martinovics Hucijev filmrendező egyik leghíresebb alkotása. A korszak orosz, szovjet filmművészetének egyik alapműveként tartják számon.

## Történet
|  | Alább a cselekmény részletei következnek! |

A történet a forgatás időpontjában, tehát az 1960-as évek legelején játszódik, hősei fiatal moszkvai értelmiségiek. A három osztálytárs közül Szergej épphogy leszerelt a katonaságtól, Szlava már családfő, Nyikolaj egy tudományos kutatóintézet munkatársa. Szergej – a háborúban fiatalon meghalt apja nyomdokait követve – a kutatóintézet helyett inkább egy erőműben helyezkedik el. Úgy érzi, a korábbi baráti kapcsolatok megváltoztak: Szlavát a családi kötelék, Nyikolajt a tudományos munka foglalja le. Ő anyjával és húgával lakik együtt, mérnöknek készül, esti egyetemre jár. Egy alkalommal a trolibuszon megtetszik neki a fiatal Ánya és követni kezdi. Bolyongásai során Moszkva legkülönbözőbb helyein fordul meg, hogy nyomában legyen a lánynak, de nincs elég bátorsága megszólítani őt.
Jóval később egy május elsejei felvonuláson akadnak össze, az ismeretségből szerelem lesz. Szergej megismerkedik Ánya apjával is, aki abban reménykedik, hogy gyereke soha nem hagyja el a szülői házat, a fiatalok „makacsságát” pedig elítéli. Közben Nyikolajt megkörnyékezik, hogy legyen besúgó, Szlava családjában gondok keletkeznek, és Szergej kapcsolata is holtpontra jut. Úgy érzi, képtelen megfelelni környezete elvárásainak. Álmában a fronton elesett apjától kér tanácsot, de az álom-apa nem tud mit mondani: ő is 21 éves volt, amikor az lett a sorsa, hogy meghaljon; a fiának pedig most az a sorsa, hogy éljen.

## Újszerűsége, stílusa
A film a fiatal városi értelmiség önmeghatározási lehetőségeinek, útkeresésének kérdését állítja középpontba egy olyan időszakban, amikor ez mint probléma a Szovjetunióban egyáltalán felmerülhetett. Ez egy átmeneti, viszonylag nyugodt és még bizakodó korszak volt, az ún. „olvadás” korszaka. A felszínen nem jelentkeztek nagy társadalmi konfliktusok, és a film sem nagy drámai összeütközéseket mutat be, történései inkább hétköznapi epizódok láncolatából állnak össze. Szergejt nem éri sem nagy kudarc, sem nagy csalódás; szinte nem tesz mást, csak körbenéz, körbejár a környezetében, a város forgatagában. Mégis vagy éppen ezért: a film alaphangulata a szürkeség, az esetenként vidám és életteli felszín alól kiérezhető rossz közérzet, szomorúság.
Mindez az orosz–szovjet filmekben addig szinte ismeretlen laza szerkesztéssel, nem túlhangsúlyozó és agyonkonstruált, hanem levegős képekkel, könnyed kameramozgással párosul. A moszkvai utcák, lakótelepek, a mindennapi élet helyszínei korábban aligha tárultak fel olyan fésületlen, életteli (de nem naturális) teljességükben, mint Hucijev filmjében. Szereplőit igyekszik hétköznapi helyszíneken és élethelyzetekben bemutatni, sőt néha maga hoz létre spontánnak ható tömegjeleneteket. Gyakran rejtett kamerát használ, amitől megnő a jelenetek hitelessége. Közben pedig a város ünnepei és hétköznapjai, bulizások és felvonulások, költői estek és kiállítások zajlanak, egyetemisták, munkások, pártfunkcionáriusok, nyugdíjasok élik életüket a filmvásznon. A korabeli szovjet filmektől eltérően azonban Hucijev nem lírai együttérzéssel, hanem higgadt távolságtartással, gyakran szomorú tekintettel szemléli és láttatja ezt a világot.

## A film utóélete
Hucijev Iljics őrcsapata című filmjét elkészülte után nem engedték bemutatni. Maga Szergej Hruscsov, a párt első titkára is elítélte, illetve ítélte hallgatásra a filmet. A legtöbb elmarasztalás épp az utolsó jelenet miatt hangzott el, és gyakran fölöslegesen terjengős, cselekmény nélküli filmnek is nevezték. Az eredeti kópiából végül kb. 40 percnyi anyagot kivágtak, a film ekkor kapta a Mnye dvadcaty let („Húszéves vagyok”) címet. (Később a magyarországi forgalmazásban ezt Mi, húszévesek címre módosították.) A megcsonkított változat csak Hruscsov bukása után, 1964-ben kerülhetett a mozikba. A következő évi Velencei Nemzetközi Filmfesztiválra is kiküldték, ahol a zsűri különdíját nyerte el. A film eredeti változatát az 1980-as évek végén visszaállították, Magyarországon az egyik tv-csatorna is bemutatta.

## Érdekességek
- A film eredeti címe: Застава Ильича (Zasztava Iljicsa). Akkoriban ez Moszkva egyik lakónegyedének neve volt, ezért a magyar cím Iljics negyed formában is előfordul. Az egyik jelenetben katonai őrs vonul a néptelen utcán, ezt valóban az Iljics őrcsapata negyedben vették fel. Az Iljics természetesen Vlagyimir Iljics Lenint jelenti. A zasztava szó jelentése: katonai őrs, őrcsapat. Nyilvánvaló, hogy a film címének ezen a konkrét utaláson kívül tágabb, szimbolikus értelmezése is lehetséges.
- A rendező a film készítésekor húsz évvel idősebb volt, mint főhősei. A forgatókönyv írásába menet közben bekapcsolódó G. Spalikov azonban az akkori fiatal értelmiség egyik legendás alakja volt, költő, író. Az ő friss látásmódjának is eredménye, hogy a film ezt a nemzedéket ennyire közelről képes ábrázolni.
- A költői est dokumentarista hűséggel felvett jelenetében a kor felkapott fiatal költői szerepelnek, saját verseiket olvassák fel a közönség előtt. Akkoriban az ilyen költői estek fiatalok tömegeit vonzották az ország nagyvárosaiban (igaz, rock-koncertek nem voltak). A film epizódszerepeiben pályájukat akkoriban kezdő filmrendezők is megjelennek.
- A dokumentarista stílus és a játékfilmes eszközök egybefonódásának legszebb példája a május elsejei jelenetsor. A valóságos, 1961. május 1-jei felvonuláson „játszatja” szereplőit a rendező, itt vették fel a három barát beszélgetésének, a lány és Szergej találkozásának jeleneteit, miközben maga a felvonulás a korabeli valóság bemutatásának fontos részletévé, mára pedig történelmi dokumentumává is vált.

## Főbb szereplők
- Szergej – Valentyin Popov
- Nyikolaj Fokin – Nyikolaj Gubenko
- Szlava – Sztanyiszlav Ljubsin
- Ánya – Mariana Vertyinszkaja
- Szergej anyja – Zinaida Zinovjeva
- Szergej apja – Lev Prigunov
- Szveta – Szvetlana Szvetlicsnaja
- Csernisov – Pjotr Scserbakov

### Epizódszerepekben
- Andrej Tarkovszkij
- Andrej Mihalkov-Koncsalovszkij

A korszak neves költői közül a költészeti est jelenetében saját maguk „szerepében”:
- Bella Ahmadulina
- Jevgenyij Jevtusenko
- Rimma Kazakova
- Bulat Okudzsava
- Robert Rozsgyesztvenszkij
- Borisz Szluckij
- Mihail Szvetlov
- Andrej Voznyeszenszkij